# Jardin zoologique de Kinshasa
Jardin zoologique de Kinshasa ou encore zoo de Kinshasa  est un parc animalier situé dans la commune de la Gombe, à côté du marché central  et l'hôpital général de Kinshasa en République démocratique du Congo.

## Histoire
Il est créé vers l’époque coloniale dans les années 1938, confié depuis sa création sous la responsabilité de l'Institut congolais pour la conservation de la nature ( ICCN ), le jardin zoologique de Kinshasa abrite plus de 500 espèces, composées des mammifères, des reptiles, des oiseaux et des poissons, etc. qui représentaient jusqu'alors plus de 5000 animaux,.

## Dégradation
L’image et la valeur attractives du zoo de Kinshasa se dégradent des années après notamment à cause de la mauvaise mentalité de certains individus, la diminution de l’espace des animaux provoquée par la spoliation de l’environnement, ainsi que le manque des traitements appropriés accordés aux animaux.
Jusqu'en 2020 il comprend en son sein que plus de 129 animaux dont une trentaine d'espèces selon le docteur Kazadi Fernand de l'ICCN, et face à cette situation le conservateur de la nature fait réagir le gouvernement.

## Travaux de réhabilitation
Le jeudi 29 juillet 2021, le ministre national du tourisme, Modero Nsimba lance  les travaux de réhabilitation du jardin zoologique de Kinshasa,. Cette réhabilitation permet de renouer à nouveau avec la fréquentation des visiteurs.
Dans une ville d'environ douze millions d'habitants la fréquence de visites est estimée à environ 500 visiteurs par semaine selon le directeur du jardin : Dinganga tra Ndeto.

## Galerie

Photographies de quelques especes dans le jardin zoologique de Kinshasa
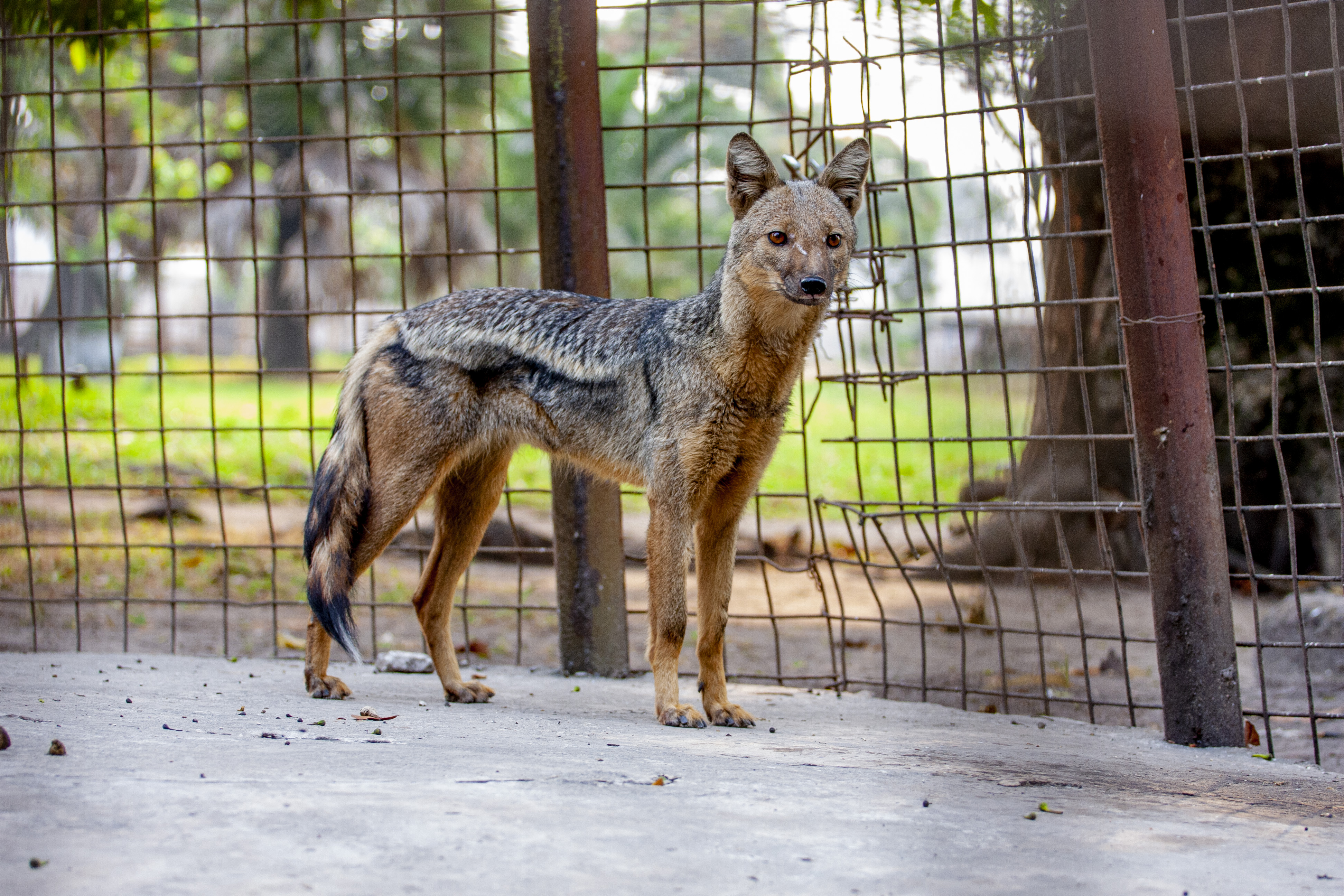
Canis
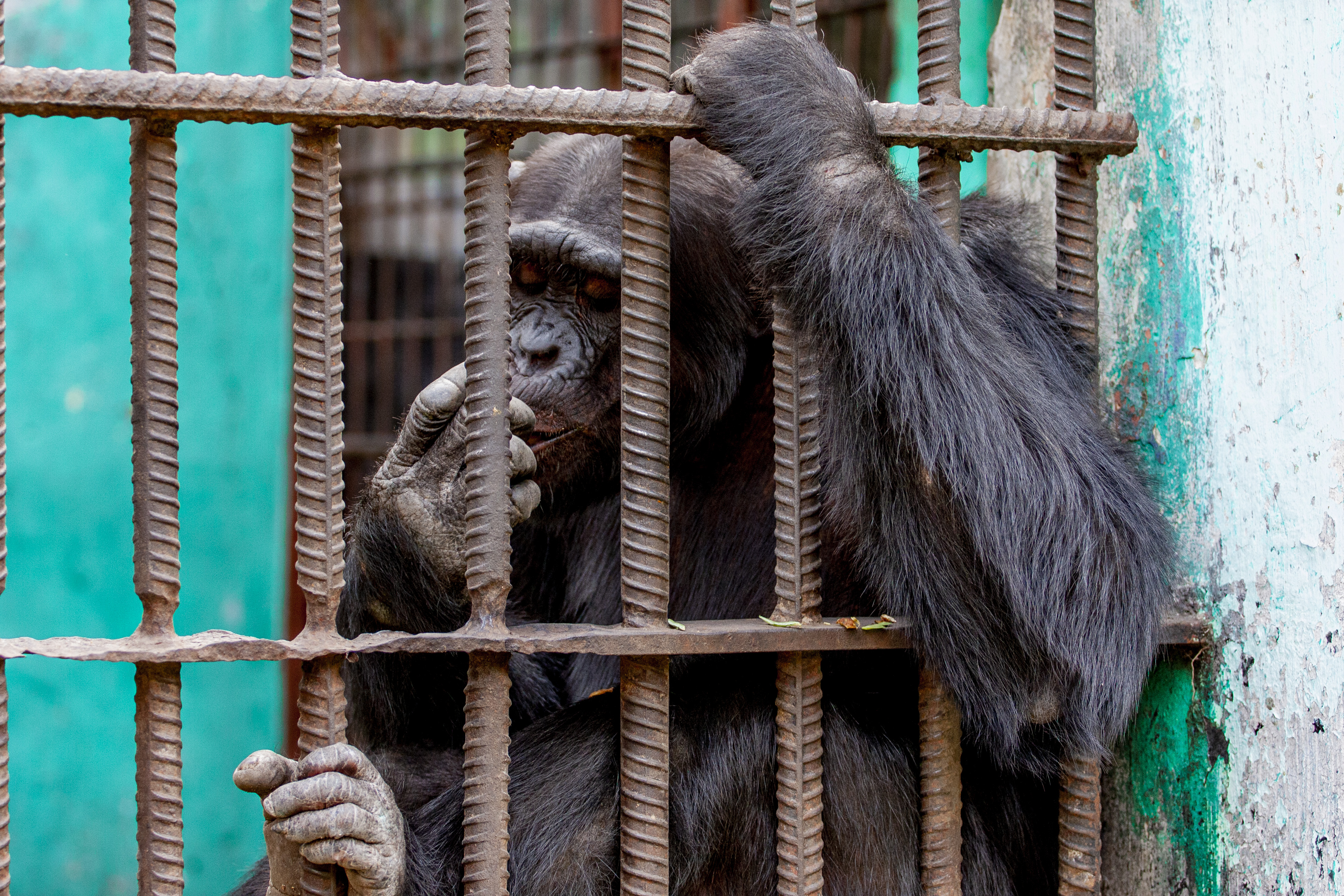
Chimpanzé
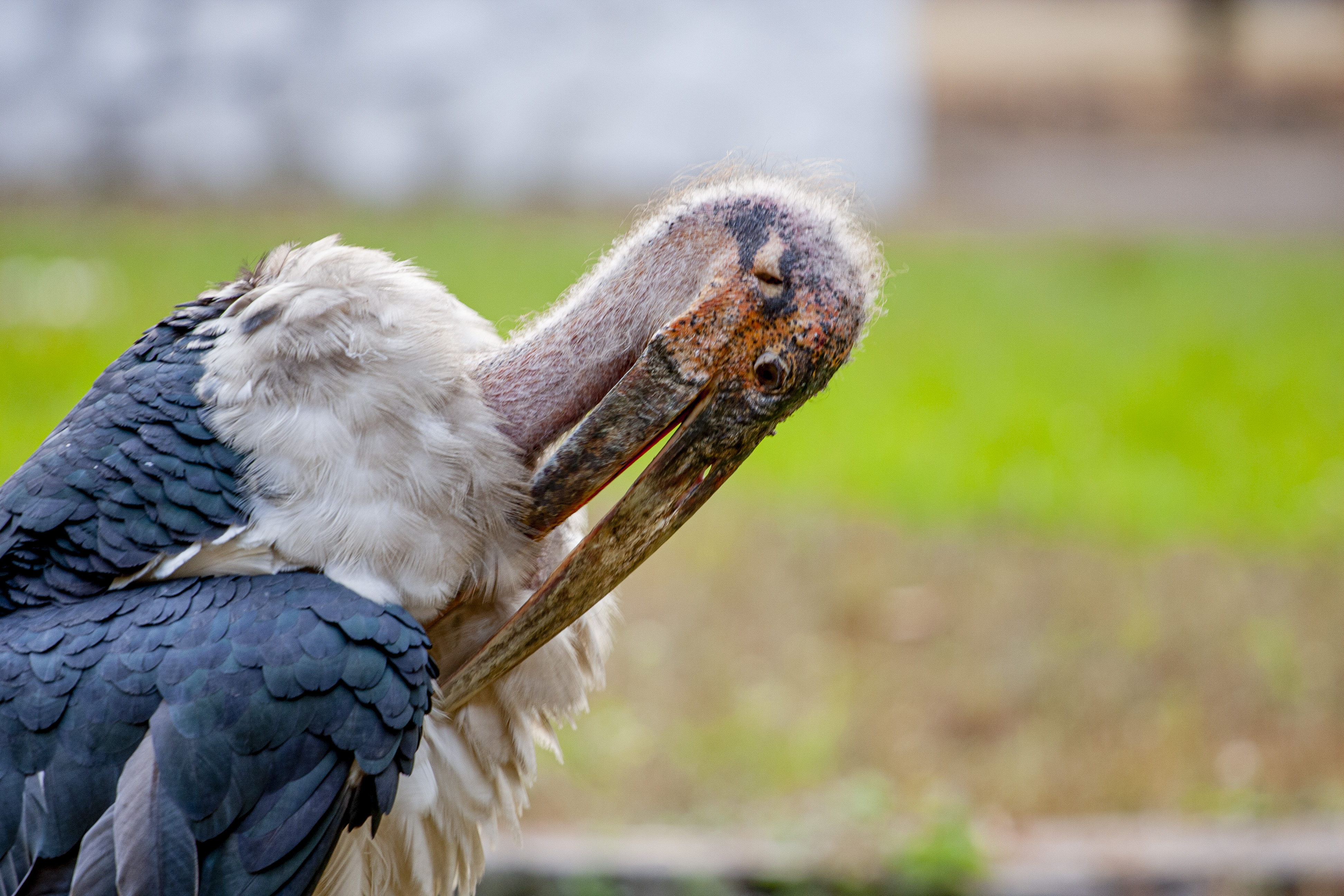
Marabout d'Afrique
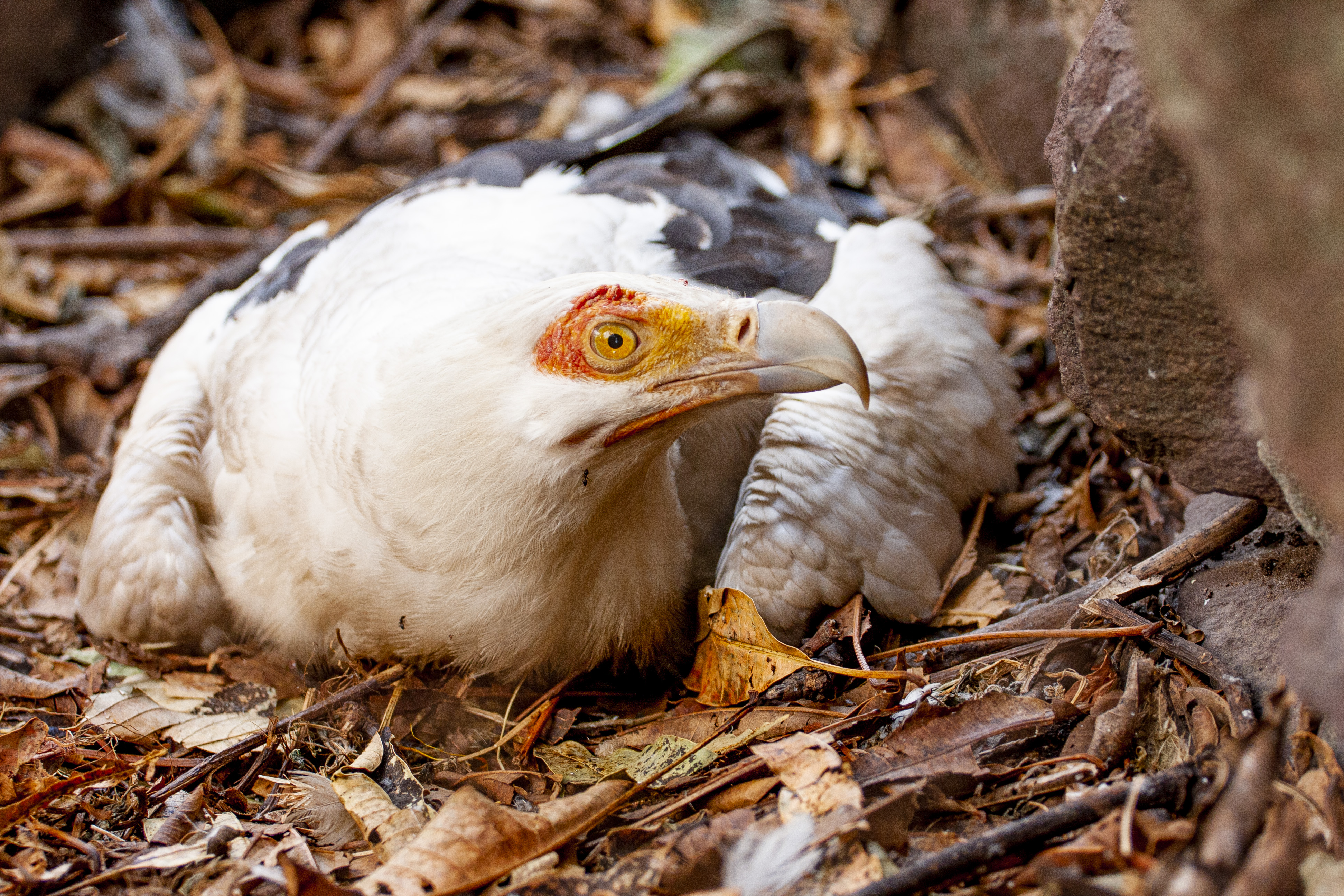
Palmiste africain, Vautour palmiste ou Gypohierax angolensis
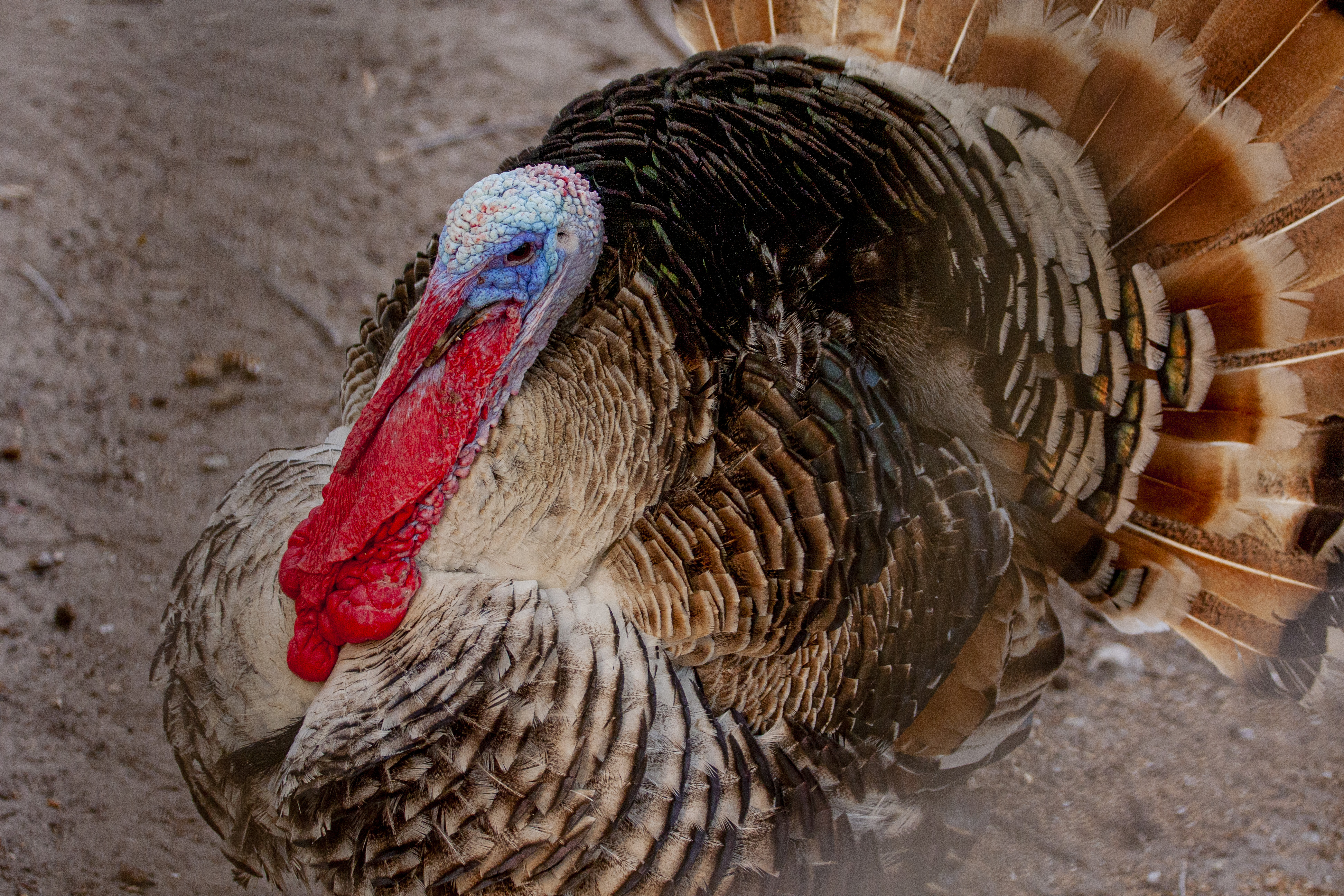
Dindon
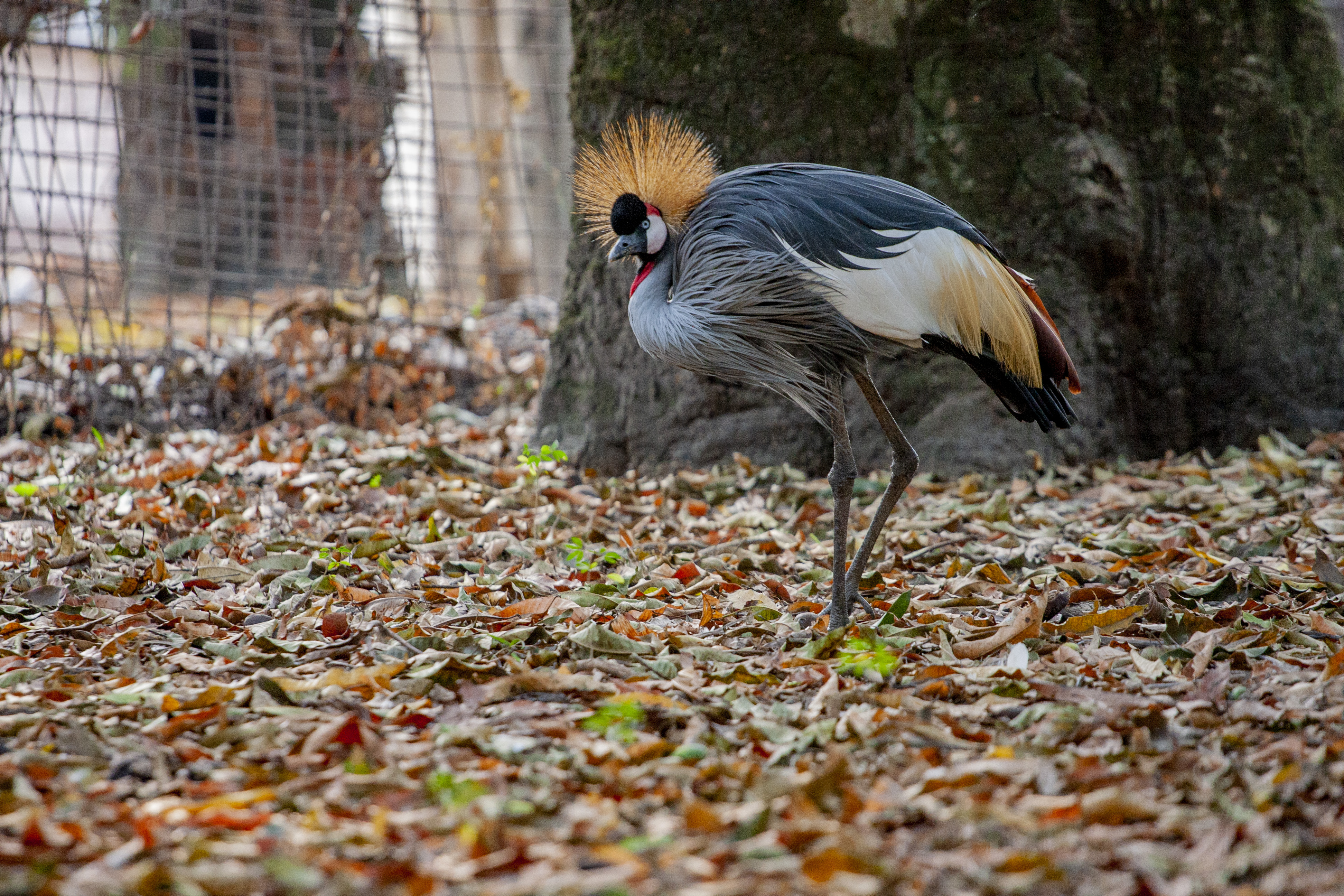
Grue royale